# مت لنتر
مت لنتر (انگلیسی: Matt Lanter؛ زادهٔ ۱ آوریل ۱۹۸۳) یک هنرپیشه، و صدا پیشه و مدل اهل ایالات متحده آمریکا است. وی از سال ۲۰۰۴ میلادی تاکنون مشغول فعالیت بوده‌است.
از فیلم‌ها یا برنامه‌های تلویزیونی که وی در آن نقش داشته است می‌توان به نقش لیام کورت در سریال ۹۰۲۱۰ و فیلم های انجمن خواهری و هم‌اتاقی اشاره کرد.
همچنین او نقش‌های عمده‌ای در فیلم‌هایی نظیر: فیلم فاجعه، ومپایر افتضاح است، مکیدن خون‌آشام و دارت ویدر داشته است.